# Majornas IK
Majornas Idrottsklubb (Majornas IK, MIK) är en idrottsklubb i Göteborg, bildad den 8 augusti 1916. Klubben är mest känd som en handbollsklubb, men har också bowling- och friidrottsektion. I friidrottssektionen finns det både utövande vuxna och ungdomar, medan handbolls- och bowlingsektionerna endast har seniorverksamhet. Tidigare har klubben också haft Cykel och Orientering på programmet. Orienteringssektionen bildade 1993 genom sammanslagning klubben Göteborg Majorna OK.
Majorna bildades 1916 som i första hand fotbollsklubb, men under 90-årsjubileumsåret 2006 lade MIK ner fotbollsverksamheten. Herrlaget spelade då i division 5, men fick inte ihop tillräckligt med spelare.

## Friidrotten
Sektionen bildades 1917 av några fotbollsgrabbar. År 1922 öppnades Slottskogsvallen för träning och under 1920- och 1930-talen var friidrotten aktiv med många utövare. Efter andra världskriget tynade verksamheten bort och ett tag fanns bara ett bankkonto - men inga aktiva. Vid föreningens 60-årsjubileum lyckades man väcka sektionen till liv och har nu verksamhet för ungdom och seniorer. Sektionen har en egen Web sida.

## Cykel
Ur friidrotten växte en cykelsektion fram på 30-talet som var rätt framgångsrik och en stor klubb med många medlemmar. Efter olika turer lades sektionen ner 1939. De  mest kända cyklisterna på trettiotalet var Anders Persson och bröderna Arne Rydén och Lorenz Rydén.

## Orientering[4][5]
1923 bildades en orienterings- och skidsektion. Det var friidrotten som var initiativtagare till denna sektion. De ledande Artur Niklasson och Agne Blomgren var de främsta klubbfunktionärerna och också goda orienterare. Klubben blev snabbt en av Göteborgs bättre och hade framgångar bland annat i budkavleorienteringar där man ofta tog  hem distriktsmästerskapen. Klubben var också en duktig arrangör av nationella tävlingar med orienterarna som goda banläggare. Klubben bedrev också framgångsrika tävlingar i grenen Fälttävlan på 1960-talet (inte ridsporten utan anknutet till orienteringen).Grenen bestod av punktorientering, fri orientering och skytte och är främst en militär idrott. Några av orienteringen aktiva spelade också utehandboll och genom sin goda konditionsträning kunde de hjälpa klubben att dominera på 1950 då utehandboll fortsatt spelades på stora planer (fotbollsplaner) med 11-mannalag. Utehandbollen i denna form var mycket konditionskrävande. Lennart Lorenzson var duktig orienterare (landslagsman) men han var samtidigt handbollsspelare både ute och inne. Två andra framgångsrika orienterare på 1950-talet var Per Ferm och Leif Blücher. I Majornas jubileumsskrift  från 1966 finns en detaljerad historia berättad av Artur Niklasson. Orienteringen hade en nedgångsperiod på 1960-talet men blomstrade igen och på 1990-talet bildades en klubb : Göteborg Majornas OK. Det betyder att det inte längre bedrivs orientering inom Majorna IK.

## Bowlingen
Bowling är Majornas yngsta sektion och bildades i februari 1963. Den började sitt seriespel i division 5 och avancerade till 1976 till division tre. Sektionen fick fart då Stigbergshallen kom till hösten 1963. Stigbergshallen blev Majorna Bowlings egen hall och där har klubben en stor aktivitet i olika former.

## Handbollen

### Det började med korgboll
I slutet av 1920-talet började man spela korgboll och 1931 ledde det till att man tog upp handboll på programmet. Redan efter två år mötte man Redbergslid i DM-final. Majorna förlorade men RIK blev svenska mästare." Majpojkarna" ville inte vara sämre och 1936 lyckades man ta hem sitt första SM-guld till klubben.

### Storhetstiden inomhus 1935-1946
Handbollslagets storhetstid inomhus var under 1940-talet. SM-guld erövrades i Svenska Mästerskapet i cupform och var inte beroende av allsvenskan förrän på 50-talet. Majorna vann sju SM-guld 1935, 1940, 1942, 1943, 1944, 1945 och 1946. Flera av Majornas främsta spelare var ledande i landslaget. Målsprutorna Stig Hjortsberg (vann skytteligan 2år) och Gustaf-Adolf Thorén (vann skytteligan fyra år) var de främsta men i tabellen nedan tas de främsta upp. Majorna vann också allsvenskan under sex år :1938,1940,1941,1942,1943,1944. När klubben tappade Åke Gustafsson, Gustaf Adolf Thorén och sedan året efter Stig Hjortsberg blev det inga fler allsvenska segrar. Klubben lyckades vinna två SM-guld 1945 och 1946 men sen var det slut på stora framgångar i inomhushandbollen. Efter att ha varit i division 2 ett år 1957-1958  åkte Majornas IK  ur högsta serien 1964 och har sedan aldrig lyckats ta sig tillbaka till eliten.

### Storhetstiden utomhus
Klubben var ännu mera framgångsrik inom utehandbollen där man erövrade 8 svenska mästerskap. De två första erövrades 1942 då Majorna slog Göta i finalen med 10-5 och 1945 då man besegrade IFK Kristianstad i finalen med 5-2. Klubbens resor 1950 till Ruhrområdet och 1951 till Hamburg  i Tyskland, för att träna utehandboll i tysk miljö var en inspiration. Tyskland var ju den ledande ute-handbollsnationen. Inspirationen ledde till att Majorna tog SM-guld 1953 och sen fem raka mästerskap i utehandbollen 1955-1959. Klubben dominerade det svenska landslaget i utehandboll. Förutom Rune "Gummi"  Nilsson som målvakt, var orienteraren Lennart Lorenzson ordinarie. Jerker Tellander  var också landslagsman i utehandboll, försvarsspelaren Lars Arne Johansson och skytten (specialist på frikast i landslaget) Stig Nilsson spelade flera Ute-VM för Sverige. Handbollssektionen har en hemsida.

## Majornas landslagsspelare i handboll med fler än 5 landskamper

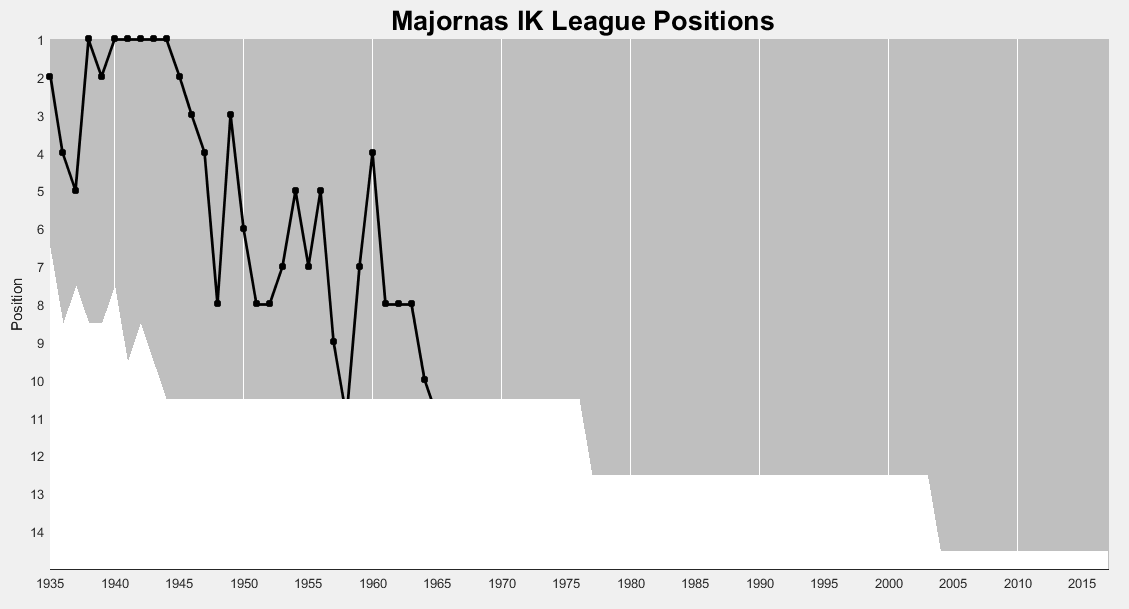
Majornas handbollslags placeringar i högsta serien genom åren.

| Nr | Namn och levnadsår                                             | Landslagsår | Antal landskamper + presslaget | År i MIK allsv.matcher i MIK mål i MIK                               | SM-guld             | Seriesegrar | VM-medaljer                      | Position |
| -- | -------------------------------------------------------------- | ----------- | ------------------------------ | -------------------------------------------------------------------- | ------------------- | ----------- | -------------------------------- | -------- |
| 1  | Rune "Gummi" Nilsson                                           | 1949-1960   | 32                             | 1946-1962 213 matcher i MIK                                          | 0 inne 6 ute        | 0           | Silver 1952 ute Brons 1959 ute   | Målvakt  |
| 2  | Gustaf-Adolf Thorén                                            | 1937-1947   | 28 + 3                         | 1935-1944 Spelade för Majorna utomhus 1945 328 mål i MIK             | 4 inne 2 ute        | 6           | Brons 1938 inne                  | H9       |
| 3  | Stig Hjortsberg 1915-1988                                      | 1937-1945   | 23 + 3                         | 1934-1945 215 matcher i MIK (27 i IFK Borås) 581 mål i MIK och Borås | 6 inne 2 ute        | 6           | Brons 1938 inne                  | M9       |
| 4  | Stig Nilsson                                                   | 1949-1959   | 23                             | 1945 -1960 207 matcher i MIK. 647 mål                                | 0 inne 6 ute        | 0           | Silver 1952 ute Brons 1959 ute   | H9       |
| 5  | Lennart Lorenzson 1924-2015                                    | 1950-1960   | 21 + (1)                       | 1944-1955 inne.                                                      | 1 inne 7 ute        |             | Brons 1959 ute                   |          |
| 6  | Åke Forslund 1917-2003                                         | 1935-1943   | 20 + 1                         | 1935-1943                                                            | 3 inne 1 ute 1942   |             | Brons 1938 inne                  |          |
| 7  | Torsten "Töta" Henriksson (moderklubb Baltichof)               | 1935-1950   | 19 + 2                         | 1939 -1952 202 matcher i MIK 374 mål                                 | 6 inne 3 ute        |             |                                  |          |
| 8  | Sven-Eric Forsell 1920-2011                                    | 1938-1947   | 16 + 2                         | 136 matcher för MIK                                                  | 5 inne 2 ute        | 6           |                                  |          |
| 9  | Bengt Jackloo tidigare Johansson (moderklubb KFUM Trollhättan) | 1960-1964   | 16                             | 1959-1962 1963 - 1964?                                               | 0 inne 0 ute        |             | Brons 1961 inne Silver 1964 inne |          |
| 10 | Lars-Axel Johansson                                            | 1955-1960   | 15                             |                                                                      | 6 ute               |             | Brons 1959 ute                   |          |
| 11 | Nils Ekeroth                                                   | 1951-1958   | 13                             | 1946-1958                                                            | 2 ute 1953 och 1958 | 0           | Guld 1958 inne                   |          |
| 12 | Stig Neptun 1922-1996                                          | 1942-1947   | 12 + 3                         | 1940?-1946 90 matcher för MIK                                        | 4 inne 2 ute        | 5           |                                  |          |
| 13 | Jerker Tellander 1924-1998                                     | 1956-1960   | 11                             | -1959                                                                | 5 ute               |             | Brons 1959 ute                   |          |
| 14 | Jarl Nyberg 1912-1999                                          | 1935-1942   | 9                              | 1934? - 1942                                                         | 2 inne 1 ute        |             |                                  | Mv       |
| 15 | Åke Gustafsson 1913-1991                                       | 1940-1944   | 7 + 2                          | 1931 -1946 299 mål i MIK 146 matcher                                 | 6 inne 0 ute        |             |                                  | M6       |
| 16 | Sven Sjöblom                                                   | 1949-1954   | 7                              | ?                                                                    | ?                   |             |                                  |          |